# Gerhard Hartig
Gerhard Hartig (* 11. März 1922 in Berlin; † 25. Dezember 2007 in Hamburg) war ein deutscher Schauspieler.

## Leben
Gerhard Hartig war der Sohn des Möbel- und Kunsttischlers Willy Hartig und dessen Frau Gertrud, einer Hutmacherin, und wuchs in seiner Geburtsstadt auf. Bereits 1926 stand er erstmals in einer kleinen Rolle in dem Film Faust – eine deutsche Volkssage von Friedrich Wilhelm Murnau vor der Kamera, noch im Kindesalter folgten weitere kleine Rollen auf der Bühne, da die Tischlerei seines Vaters auch für Theater arbeitete. Hartig erlernte ebenfalls das Tischlerhandwerk, im Zweiten Weltkrieg diente er bei der Marine auf verschiedenen Kriegsschiffen.
Nach Kriegsende siedelte die Familie von Berlin nach Hamburg über, wo Hartig zunächst in verschiedenen Berufen tätig war, zum Beispiel als Hausmeister, Kellner oder im Hafen. In späteren Jahren betätigte er sich auch als Gastwirt und führte zunächst in Berlin, dann in Hamburg jeweils eine Kneipe.
Hartig, der nie eine schauspielerische Ausbildung erhalten hatte, konnte schließlich wieder Kontakte zu Theatern knüpfen und gastierte ab den 1950er-Jahren sowohl in Hamburg als auch in Berlin an Boulevardtheatern. In Hamburg hatte Hartig Engagements am Deutschen Schauspielhaus und am Operettenhaus, wo er unter anderem in der Regie Gustaf Gründgens’ in Ralph Benatzkys Operette Im weißen Rößl spielte. Eine weitere Station in der Hansestadt war das Klecks Theater.
Ab Ende der 1950er-Jahre arbeitete Hartig auch umfangreich für Film und Fernsehen. Er stand in unzähligen Produktionen vor der Kamera, allerdings meist nur in Nebenrollen. Besonders eng war die Zusammenarbeit mit Jürgen Roland, der Hartig wiederholt in seinen Serien Stahlnetz, Dem Täter auf der Spur und Großstadtrevier einsetzte, sowie in dem 1966 erschienenen Thriller 4 Schlüssel und der Tatort-Folge Tod eines Mädchens. In den 1960er-Jahren wirkte Hartig auch in mehreren Edgar-Wallace-Verfilmungen mit.
1973 zeichnete Hartig als Drehbuchautor und Produzent für den Film Wer einmal in das Posthorn stößt verantwortlich. Er selbst übernahm die Hauptrolle, weiter spielten unter anderem Helga Feddersen, Balduin Baas, Kurt A. Jung und Hansi Waldherr. Hartig produzierte einige weitere Streifen, deren Titel jedoch unbekannt sind.
Darüber hinaus ist Hartigs Stimme durch die Mitwirkung in einigen kommerziellen Hörspielproduktionen erhalten geblieben, so 1978 als Rex in der Reihe Burg Schreckenstein oder 1986 als Großvater in der Serie Heidi des Labels Europa. 
Neben der Schauspielerei galt Hartigs Interesse Sportarten wie Fußball und Motorsport. Eine besondere Affinität hatte er zum Boxsport, den er in jungen Jahren selber ausgeübt hatte, später stieg er gelegentlich als Sparringspartner in den Ring, unter anderem mit Bubi Scholz. Lange Zeit förderte er den ehemaligen Hamburger Profiboxer Lukas Schulz, der von Hartig sagt, er sei für ihn „wie ein Großvater“ gewesen.
Durch die Bekanntschaft seines Vaters mit dem Esoteriker und Schriftsteller Georges I. Gurdjieff wurde Hartig zu einem Anhänger dessen Lehren. Er war auch politisch interessiert und in den 1970er-Jahren Gründungsmitglied der Grünen, trat aber später aus der Partei wieder aus. Weiterhin engagierte er sich in der Jugend- und Sozialarbeit.
Gerhard Hartig war zweimal verheiratet. Aus seiner ersten Ehe gingen die Söhne Joachim und Ingolf hervor, letzterer starb 39-jährig an Leukämie. Hartig selbst litt unter Diabetes, 1986 musste ihm ein großer Zeh amputiert werden, weitere folgten im Laufe der Jahre, bis ihm schließlich beide Füße abgenommen werden mussten. Trotzdem arbeitete er weiter als Schauspieler. Zuletzt war Hartig mit der Regieassistentin Sigrid Baltrusch liiert und lebte im Hamburger Stadtteil Fuhlsbüttel. Am 1. Weihnachtsfeiertag 2007 verstarb er im Hamburger Krankenhaus Heidberg. Nach einer Trauerfeier am 4. Januar 2008 wurde Hartig anonym auf dem Friedhof Ohlsdorf im Urnenhain bei Kapelle 13 beigesetzt.

## Trivia
Während des Zweiten Weltkrieges war Gerhard Hartig unter anderem auf einem zivilen Schiff unterwegs. An Bord waren mehrere schwangere Japanerinnen, die ihre Kinder dort zur Welt brachten. Da Hartig bei den Entbindungen mithalf, erhielten alle Kinder aus Dankbarkeit den Zweitnamen Gerhard, egal ob es sich um Jungen oder Mädchen handelte.

## Filmografie (Auswahl)
- 1926: Faust – eine deutsche Volkssage
- 1959: Stahlnetz: Treffpunkt Bahnhof Zoo
- 1959: Stahlnetz: Das Alibi
- 1959: Stahlnetz: Aktenzeichen: Welcker u. a. wegen Mordes
- 1960: Stahlnetz: E ... 605
- 1960: Ich zähle täglich meine Sorgen
- 1960: Wir wollen niemals auseinandergehn
- 1960: Sabine und die 100 Männer
- 1960: Stahlnetz: Verbrannte Spuren
- 1960: Stahlnetz: Die Zeugin im grünen Rock
- 1961: Immer Ärger mit dem Bett
- 1961: Adieu, Lebewohl, Goodbye
- 1962: Das Geheimnis der schwarzen Koffer
- 1962: Das Testament des Dr. Mabuse
- 1963: Der Würger von Schloss Blackmoor
- 1963: Ein Windstoß
- 1964: Hafenpolizei – Schmerzensgeld
- 1964: Liebeshändel in Chioggia
- 1964: Herrenpartie
- 1964: Das Wirtshaus von Dartmoor
- 1964: Die Gruft mit dem Rätselschloss
- 1964: Das Kaffeehaus
- 1964: Jenny und der Herr im Frack
- 1965: Leider lauter Lügen
- 1965: Ein Tag – Bericht aus einem deutschen Konzentrationslager 1939
- 1965: Die Katze im Sack
- 1965: Stahlnetz: Nacht zum Ostersonntag
- 1965: John Klings Abenteuer – Blüten
- 1965: Unser Pauker – Der Ausflug
- 1966: 4 Schlüssel
- 1966: Intercontinental Express – Zwei im falschen Zug
- 1966: Ulrich und Ulrike – Das kalte Buffet
- 1966: Der Verrat von Ottawa
- 1966: Der Bucklige von Soho
- 1966: Der Glückstopf
- 1966: Cliff Dexter – Tiefschlag
- 1966–1968: Gertrud Stranitzki (4 Folgen als Arthur Prittwitz)
- 1966: Das Millionending (Fernseh-Zweiteiler)
- 1967: Die Trennung
- 1967: Ein Fall für Titus Bunge – Bobby ist los
- 1967: Dem Täter auf der Spur – 10 Kisten Whisky
- 1968: Polizeifunk ruft – Südfrüchte
- 1968: Cliff Dexter – Der letzte Erbe
- 1968: Hauptstraße Glück – Rote Zahlen
- 1968: Die Unverbesserlichen – … und ihre Sorgen
- 1968: Anker auf und Leinen los! – Trunkenheit am Ruder
- 1968: Das Berliner Zimmer
- 1969: Polizeifunk ruft – Die verschwundene Lady
- 1969: Ich bin ein Elefant, Madame
- 1969: Percy Stuart – Gazpacho Don Antonio
- 1969: Gnade für Timothy Evans
- 1969: Zieh den Stecker raus, das Wasser kocht (Fernsehfilm)
- 1969: Hans Brinker
- 1970: Die Hand im Mund
- 1970: Tatort – Taxi nach Leipzig
- 1972: Fußballtrainer Wulff – Das Kuckucksei
- 1972: Einmal im Leben – Geschichte eines Eigenheims
- 1972: Der Stoff aus dem die Träume sind
- 1972: Sonderdezernat K1 – Vorsicht - Schutzengel
- 1972: Gewissensentscheidung
- 1972: Im Auftrag von Madame – Blüten von damals
- 1973: Tatort – Jagdrevier
- 1973: Lokaltermin – Der Pechvogel
- 1973: Wer einmal in das Posthorn stößt (auch als Regisseur und Produzent)
- 1974: Tatort – Kneipenbekanntschaft
- 1976: Verlorene Eier
- 1976: Abflug Bermudas
- 1976: Leos Leiden
- 1978: Die schöne Marianne – Die Leute aus dem Wald
- 1978: Happy Holidays
- 1979: Die Hamburger Krankheit
- 1980: Luftwaffenhelfer
- 1982: St. Pauli-Landungsbrücken (2 Folgen)
- 1982: Kreisbrandmeister Felix Martin – Schwarzer Montag
- 1982: Unheimliche Geschichten – Der lautlose Ruf
- 1982: Schwarz Rot Gold – Kaltes Fleisch
- 1983: Kiez
- 1983: Die Geschwister Oppermann
- 1984: Helga und die Nordlichter – Schneewalzer satt
- 1984: Das französische Frühstück
- 1984: Tatort – Gelegenheit macht Liebe
- 1985: Tegtmeier – Gift und Galle
- 1986: Detektivbüro Roth – Röntgentest
- 1986: Vertrauen gegen Vertrauen
- 1988: Brennende Betten
- 1989: Die Männer vom K3 – Tödlicher Export
- 1989: Zwei Münchner in Hamburg – Abschied von der Isar
- 1989–2001: Großstadtrevier (5 Folgen)
- 1991: Leonie Löwenherz – Was ist Freundschaft?
- 1991: Tatort – Tod eines Mädchens
- 1991: Lebewohl, Fremde
- 1991: Sisi und der Kaiserkuß
- 1992: Die Männer vom K3 – Auf Sand gebaut
- 1994: Asphaltflimmern
- 1995: Rennschwein Rudi Rüssel
- 1995: Eine fast perfekte Liebe
- 1997: Tatort – Undercover-Camping
- 1998: Der König von St. Pauli
- 1999: Drei mit Herz – Hochzeit mit Hindernissen
- 2001: Im Fadenkreuz – Das Chamäleon
- 2001: Jetzt oder nie – Zeit ist Geld
- 2001: Evelyn Hamanns Geschichten aus dem Leben – Die Finnen kommen

## Hörspiele
- 1975: Der Bonze – Autor: Lars Björkman – Regie: Gerlach Fiedler
- 1976: Der Flug des Ikarus – Autor: Raymond Queneau – Regie: Otto Kurth
- 1995: Die Kamera, der Traum, dann die Stimmen – Autor: Gert Loschütz – Regie: Norbert Schaeffer